# Llista de topònims de Llobera
Llista de topònims (noms de lloc) del municipi de Llobera, al Solsonès
Informació actualitzada per un bot. Els canvis manuals es perdran quan s'actualitzi!

## cabana
| imatge | Nom               | Ubicat a | instància de | Detalls       | coordenades                                                                 | Protecció | Commons (més fotos) | Dades a WD                    |
| ------ | ----------------- | -------- | ------------ | ------------- | --------------------------------------------------------------------------- | --------- | ------------------- | ----------------------------- |
|        | cabana dels Plans | Llobera  | cabana       | Estat: ruïnós | 41° 57′ 19″ N, 1° 28′ 31″ E / 41.9553954210918°N,1.4753215205388°E 886 msnm |           |                     | Modifica les dades a Wikidata |
|        | el Corral         | Llobera  | cabana       | Estat: ruïnós | 41° 53′ 46″ N, 1° 27′ 13″ E / 41.896166276718°N,1.45356232292202°E 787 msnm |           |                     | Modifica les dades a Wikidata |

## castell
| imatge | Nom                | Ubicat a  | instància de | Detalls                                                       | coordenades                                                                          | Protecció                                            | Commons (més fotos) | Dades a WD                    |
| ------ | ------------------ | --------- | ------------ | ------------------------------------------------------------- | ------------------------------------------------------------------------------------ | ---------------------------------------------------- | ------------------- | ----------------------------- |
|        | Castell de Llobera | Llobera   | castell      | Estil: arquitectura romànica arquitectura gòtica 11st century | 41° 57′ 05″ N, 1° 28′ 12″ E / 41.9514°N,1.47°E ca:Turó del Castell, Llobera 874 msnm | bé d'interès cultural bé cultural d'interès nacional | Castell de Llobera  | Modifica les dades a Wikidata |
|        | Torre de Peracamps | Peracamps | castell      | Estil: arquitectura popular                                   | 41° 55′ 00″ N, 1° 26′ 09″ E / 41.9167°N,1.43583°E 840 msnm                           | bé d'interès cultural bé cultural d'interès nacional | Torre de Peracamps  | Modifica les dades a Wikidata |

## cova
| imatge | Nom            | Ubicat a | instància de | Detalls | coordenades                                                         | Protecció | Commons (més fotos) | Dades a WD                    |
| ------ | -------------- | -------- | ------------ | ------- | ------------------------------------------------------------------- | --------- | ------------------- | ----------------------------- |
|        | Cau del Diable | Llobera  | cova         |         | 41° 55′ 12″ N, 1° 25′ 10″ E / 41.920046619174°N,1.41948542937027°E  |           |                     | Modifica les dades a Wikidata |
|        | la Guinardera  | Llobera  | cova         |         | 41° 55′ 13″ N, 1° 24′ 43″ E / 41.9202494213291°N,1.41199167586736°E |           |                     | Modifica les dades a Wikidata |

## curs d'aigua
| imatge | Nom                      | Ubicat a                                                            | instància de | Detalls                                                      | coordenades | Protecció | Commons (més fotos) | Dades a WD                    |
| ------ | ------------------------ | ------------------------------------------------------------------- | ------------ | ------------------------------------------------------------ | --- | --------- | ------------------- | ----------------------------- |
|        | Barranc d'Arceda         | Llobera Olius                                                       | curs d'aigua | Desemboca: riera de Sanaüja Llarg: 1.56km Conca: 3.2km²      | 41° 57′ 37″ N, 1° 28′ 25″ E / 41.960317°N,1.473611°E 41° 57′ 41″ N, 1° 28′ 08″ E / 41.96132°N,1.4687611111111112°E                             |           |                     | Modifica les dades a Wikidata |
|        | Barranc de Comadòria     | Llobera                                                             | curs d'aigua | Desemboca: riera de Sanaüja Llarg: 2.13km Conca: 236.8ha     | 41° 55′ 15″ N, 1° 26′ 33″ E / 41.920863°N,1.442631°E 41° 55′ 39″ N, 1° 25′ 05″ E / 41.927616°N,1.418141°E                                      |           |                     | Modifica les dades a Wikidata |
|        | Barranc de Llavall       | Llobera                                                             | curs d'aigua | Desemboca: riera de Sanaüja Llarg: 1.34km Conca: 74.9ha      | 41° 57′ 08″ N, 1° 28′ 28″ E / 41.952273°N,1.474533°E 41° 57′ 24″ N, 1° 27′ 54″ E / 41.956803°N,1.465026°E                                      |           |                     | Modifica les dades a Wikidata |
|        | Barranc de la Serra      | Llobera                                                             | curs d'aigua | Desemboca: riera de Sanaüja Llarg: 1.77km Conca: 116.9ha     | 41° 56′ 08″ N, 1° 27′ 48″ E / 41.935497°N,1.463254°E 41° 56′ 47″ N, 1° 26′ 56″ E / 41.946327°N,1.448861°E                                      |           |                     | Modifica les dades a Wikidata |
|        | Barranc del Soler        | Llobera Torà                                                        | curs d'aigua | Desemboca: Barranc dels Quadros Llarg: 3.14km Conca: 2.75km² | 41° 54′ 15″ N, 1° 27′ 50″ E / 41.90416944444444°N,1.4638694444444444°E 41° 52′ 52″ N, 1° 26′ 39″ E / 41.881045°N,1.4441169444444444°E          |           |                     | Modifica les dades a Wikidata |
|        | Clot del Llor (Solsonès) | Llobera                                                             | curs d'aigua | Desemboca: riera de Sanaüja Llarg: 2.03km Conca: 181.8ha     | 41° 56′ 50″ N, 1° 28′ 47″ E / 41.947099°N,1.479609°E 41° 56′ 55″ N, 1° 27′ 24″ E / 41.948684°N,1.456649°E                                      |           |                     | Modifica les dades a Wikidata |
|        | la Rasa (Hostal Nou)     | Llobera                                                             | curs d'aigua | Desemboca: riera de Llanera Llarg: 2.47km Conca: 211.8ha     | 41° 55′ 31″ N, 1° 27′ 39″ E / 41.925234°N,1.460914°E 41° 54′ 43″ N, 1° 28′ 47″ E / 41.911869°N,1.479828°E                                      |           |                     | Modifica les dades a Wikidata |
|        | rasa de Borics           | Llobera Torà                                                        | curs d'aigua | Desemboca: riera de Llanera Llarg: 3.91km Conca: 5.47km²     | 41° 53′ 54″ N, 1° 28′ 17″ E / 41.89831805555555°N,1.4715088888888888°E 41° 51′ 56″ N, 1° 28′ 52″ E / 41.86558194444444°N,1.481211111111111°E   |           |                     | Modifica les dades a Wikidata |
|        | rasa de Miravent         | Llobera                                                             | curs d'aigua | Desemboca: Barranc d'Arceda Llarg: 0.78km Conca: 39.2ha      | 41° 57′ 26″ N, 1° 28′ 49″ E / 41.957131°N,1.480215°E 41° 57′ 35″ N, 1° 28′ 45″ E / 41.959751°N,1.479121°E                                      |           |                     | Modifica les dades a Wikidata |
|        | rasa de Montraveta       | Llobera                                                             | curs d'aigua | Desemboca: Barranc de Comadòria Llarg: 1.85km Conca: 97.3ha  | 41° 55′ 23″ N, 1° 26′ 45″ E / 41.923017°N,1.445708°E 41° 55′ 39″ N, 1° 25′ 32″ E / 41.92739°N,1.425582°E                                       |           |                     | Modifica les dades a Wikidata |
|        | rasa de Secanella        | Llobera                                                             | curs d'aigua | Desemboca: riera de Sanaüja Llarg: 1.65km Conca: 176.5ha     | 41° 55′ 34″ N, 1° 27′ 06″ E / 41.926165°N,1.451743°E 41° 56′ 06″ N, 1° 25′ 55″ E / 41.935087°N,1.431933°E                                      |           |                     | Modifica les dades a Wikidata |
|        | rasa de Tracs            | Riner Llobera                                                       | curs d'aigua | Desemboca: rasa de l'Alzina Llarg: 1.36km Conca: 156ha       | 41° 55′ 55″ N, 1° 29′ 56″ E / 41.931933055555554°N,1.49887°E 41° 56′ 08″ N, 1° 30′ 44″ E / 41.93554°N,1.5123130555555555°E                     |           |                     | Modifica les dades a Wikidata |
|        | rasa de l'Obaguet        | Llobera                                                             | curs d'aigua | Desemboca: riera de Llanera Llarg: 1.61km Conca: 100.3ha     | 41° 55′ 08″ N, 1° 29′ 56″ E / 41.918911°N,1.498946°E 41° 54′ 58″ N, 1° 28′ 52″ E / 41.915987°N,1.481065°E                                      |           |                     | Modifica les dades a Wikidata |
|        | rasa del Bosc            | Llobera Torà                                                        | curs d'aigua | Desemboca: riera de Llanera Llarg: 2.37km Conca: 167.6ha     | 41° 54′ 58″ N, 1° 30′ 12″ E / 41.916066944444445°N,1.5032388888888888°E 41° 53′ 55″ N, 1° 29′ 35″ E / 41.89859111111111°N,1.4931711111111112°E |           |                     | Modifica les dades a Wikidata |
|        | rasa del Prat            | Llobera                                                             | curs d'aigua | Desemboca: riera de Llanera Llarg: 2km Conca: 229ha          | 41° 56′ 08″ N, 1° 28′ 12″ E / 41.935508°N,1.470138°E 41° 55′ 04″ N, 1° 28′ 50″ E / 41.917907°N,1.480447°E                                      |           |                     | Modifica les dades a Wikidata |
|        | riera de Llanera         | Llobera Pinós Torà                                                  | curs d'aigua | Desemboca: Llobregós Llarg: 27.8km Conca: 143.02km²          | 41° 56′ 38″ N, 1° 28′ 57″ E / 41.94396888888889°N,1.4825330555555556°E 41° 48′ 43″ N, 1° 23′ 34″ E / 41.81194194444444°N,1.3927969444444444°E  |           | Riera de Llanera    | Modifica les dades a Wikidata |
|        | riera de Sanaüja         | Olius Llobera Pinell de Solsonès Biosca Sanaüja Vilanova de l'Aguda | curs d'aigua | Desemboca: Llobregós Llarg: 33.7km Conca: 128.82km²          | 41° 59′ 29″ N, 1° 28′ 17″ E / 41.99145194444444°N,1.4712619444444446°E 41° 52′ 29″ N, 1° 15′ 59″ E / 41.87484194444444°N,1.2664911111111112°E  |           | Riera de Sanaüja    | Modifica les dades a Wikidata |

## entitat singular de població
| imatge | Nom         | Ubicat a | instància de                                   | Detalls | coordenades                                                            | Protecció | Commons (més fotos) | Dades a WD                    |
| ------ | ----------- | -------- | ---------------------------------------------- | ------- | ---------------------------------------------------------------------- | --------- | ------------------- | ----------------------------- |
|        | Llobera     | Llobera  | entitat singular de població capital municipal | 33 hab  | 41° 57′ 04″ N, 1° 28′ 21″ E / 41.951041°N,1.472456°E                   |           |                     | Modifica les dades a Wikidata |
|        | Peracamps   | Llobera  | entitat singular de població                   | 145 hab | 41° 55′ 01″ N, 1° 26′ 09″ E / 41.9168930556°N,1.43572444444°E 840 msnm |           | Peracamps           | Modifica les dades a Wikidata |
|        | Torredenegó | Llobera  | entitat singular de població                   | 30 hab  | 41° 54′ 46″ N, 1° 29′ 33″ E / 41.91268056°N,1.49255833°E 842 msnm      |           | Torredenegó         | Modifica les dades a Wikidata |

## església
| imatge | Nom                               | Ubicat a             | instància de                 | Detalls                                                                | coordenades                                                                              | Protecció                   | Commons (més fotos)               | Dades a WD                    |
| ------ | --------------------------------- | -------------------- | ---------------------------- | ---------------------------------------------------------------------- | ---------------------------------------------------------------------------------------- | --------------------------- | --------------------------------- | ----------------------------- |
|        | Sant Isidre de Falou              | Llobera              | església                     | Estil: arquitectura barroca 18th century                               | 41° 55′ 24″ N, 1° 28′ 27″ E / 41.923274°N,1.474181°E ca:Masia de Falou 796 msnm          | bé cultural d'interès local | Sant Isidre de Falou              | Modifica les dades a Wikidata |
|        | Sant Pere Màrtir de Peracamps     | Llobera              | església església parroquial | Estil: academicisme 20th century                                       | 41° 55′ 20″ N, 1° 27′ 48″ E / 41.922263°N,1.463364°E ca:l'Hostal Nou 825 msnm            | bé cultural d'interès local | Sant Pere Màrtir de Peracamps     | Modifica les dades a Wikidata |
|        | Sant Pere de Llobera              | Llobera              | església església parroquial | 11st century                                                           | 41° 57′ 03″ N, 1° 28′ 22″ E / 41.9507°N,1.47273°E ca:Nucli de Llobera 855 msnm           | bé cultural d'interès local | Sant Pere de Llobera              | Modifica les dades a Wikidata |
|        | Sant Pere de la Sala              | Llobera              | església                     | Estil: arquitectura romànica arquitectura barroca 12nd century         | 41° 54′ 00″ N, 1° 27′ 23″ E / 41.899934°N,1.456311°E ca:Masia de la Sala 803 msnm        | bé cultural d'interès local | Sant Pere de la Sala              | Modifica les dades a Wikidata |
|        | Sant Quirze de la Coma            | Llobera              | església                     | Estil: arquitectura romànica arquitectura barroca 11st century         | 41° 56′ 03″ N, 1° 28′ 07″ E / 41.9342°N,1.46861°E ca:Masia de la Coma 848 msnm           | bé cultural d'interès local | Sant Quirze de la Coma            | Modifica les dades a Wikidata |
|        | Sant Salvador del Coll de Llanera | Llanera Llobera Torà | església                     | Estil: arquitectura romànica arquitectura popular                      | 41° 53′ 13″ N, 1° 27′ 44″ E / 41.886847222222°N,1.4623361111111°E Sant Salvador 845 msnm | bé cultural d'interès local | Sant Salvador del Coll de Llanera | Modifica les dades a Wikidata |
|        | Santa Maria de Montraveta         | Llobera              | església                     | Estil: arquitectura romànica arquitectura barroca 11st century         | 41° 55′ 26″ N, 1° 26′ 21″ E / 41.924°N,1.43923°E ca:Masia de Montraveta 858 msnm         | bé cultural d'interès local | Santa Maria de Montraveta         | Modifica les dades a Wikidata |
|        | Santa Maria de Peracamps          | Peracamps            | església                     | Estil: arquitectura romànica 11st century Estat: enderrocat o destruït | 41° 54′ 57″ N, 1° 26′ 11″ E / 41.915929°N,1.436306°E ca:Nucli de Peracamps 833 msnm      | bé cultural d'interès local | Santa Maria de Peracamps          | Modifica les dades a Wikidata |
|        | Santa Maria de Torredenegó        | Torredenegó          | església església parroquial | Estil: arquitectura romànica 12nd century                              | 41° 54′ 46″ N, 1° 29′ 31″ E / 41.9129°N,1.49189°E ca:Nucli de Torredenegó 842 msnm       | bé cultural d'interès local | Santa Maria de Torredenegó        | Modifica les dades a Wikidata |

## granja
| imatge | Nom               | Ubicat a | instància de | Detalls | coordenades                                                                  | Protecció | Commons (més fotos) | Dades a WD                    |
| ------ | ----------------- | -------- | ------------ | ------- | ---------------------------------------------------------------------------- | --------- | ------------------- | ----------------------------- |
|        | Granja Climents   | Llobera  | granja       |         | 41° 57′ 00″ N, 1° 29′ 37″ E / 41.9500185928992°N,1.49373996947053°E 810 msnm |           |                     | Modifica les dades a Wikidata |
|        | Granja de Tubells | Llobera  | granja       |         | 41° 53′ 27″ N, 1° 26′ 47″ E / 41.890901°N,1.446496°E 798 msnm                |           |                     | Modifica les dades a Wikidata |

## indret
| imatge | Nom                   | Ubicat a      | instància de | Detalls | coordenades                                                           | Protecció | Commons (més fotos) | Dades a WD                    |
| ------ | --------------------- | ------------- | ------------ | ------- | --------------------------------------------------------------------- | --------- | ------------------- | ----------------------------- |
|        | Costa de la Rebollosa | Olius Llobera | indret       |         | 41° 57′ 49″ N, 1° 29′ 30″ E / 41.96374722°N,1.49178056°E 780 900 msnm |           |                     | Modifica les dades a Wikidata |
|        | la Plana              | Llobera       | indret       |         | 41° 56′ 11″ N, 1° 29′ 16″ E / 41.936296°N,1.48783°E 800 msnm          |           |                     | Modifica les dades a Wikidata |
|        | pla de Palet          | Llobera       | indret       |         | 41° 55′ 07″ N, 1° 27′ 47″ E / 41.91865722°N,1.46302778°E 820 msnm     |           |                     | Modifica les dades a Wikidata |
|        | plana Llobatera       | Llobera       | indret       |         | 41° 54′ 45″ N, 1° 27′ 50″ E / 41.91251667°N,1.46397778°E 823 msnm     |           |                     | Modifica les dades a Wikidata |

## masia
| imatge | Nom                      | Ubicat a    | instància de | Detalls                                  | coordenades                                                                     | Protecció                                  | Commons (més fotos)     | Dades a WD                    |
| ------ | ------------------------ | ----------- | ------------ | ---------------------------------------- | ------------------------------------------------------------------------------- | ------------------------------------------ | ----------------------- | ----------------------------- |
|        | Arceda                   | Llobera     | masia        |                                          | 41° 57′ 30″ N, 1° 28′ 53″ E / 41.95821667°N,1.48148333°E 859 msnm               |                                            |                         | Modifica les dades a Wikidata |
|        | Barcons                  | Llobera     | masia        |                                          | 41° 55′ 52″ N, 1° 28′ 02″ E / 41.93107778°N,1.46714083°E 827 msnm               |                                            |                         | Modifica les dades a Wikidata |
|        | Bertrans                 | Llobera     | masia        |                                          | 41° 54′ 33″ N, 1° 27′ 05″ E / 41.90917222°N,1.4513275°E 826 msnm                |                                            |                         | Modifica les dades a Wikidata |
|        | Cal Boix                 | Llobera     | masia        |                                          | 41° 56′ 49″ N, 1° 29′ 09″ E / 41.9468251508482°N,1.4858165738303°E 858 msnm     |                                            |                         | Modifica les dades a Wikidata |
|        | Cal Coletes              | Torredenegó | masia        |                                          | 41° 54′ 40″ N, 1° 29′ 15″ E / 41.9112171168834°N,1.48744233385572°E 816 msnm    |                                            |                         | Modifica les dades a Wikidata |
|        | Cal Fava                 | Llobera     | masia        |                                          | 41° 56′ 09″ N, 1° 26′ 33″ E / 41.9357622779646°N,1.4425099275404°E 831 msnm     |                                            |                         | Modifica les dades a Wikidata |
|        | Cal Ferrer               | Llobera     | masia        |                                          | 41° 55′ 37″ N, 1° 27′ 43″ E / 41.9269627757334°N,1.46186398098055°E 848 msnm    |                                            |                         | Modifica les dades a Wikidata |
|        | Cal Ginc                 | Llobera     | masia        |                                          | 41° 54′ 55″ N, 1° 26′ 51″ E / 41.91540833°N,1.44750278°E 801.7 msnm             |                                            |                         | Modifica les dades a Wikidata |
|        | Cal Guitó                | Llobera     | masia        |                                          | 41° 55′ 42″ N, 1° 29′ 41″ E / 41.92836944°N,1.49486111°E 826.4 msnm             |                                            |                         | Modifica les dades a Wikidata |
|        | Cal Joanot               | Llobera     | masia        |                                          | 41° 55′ 39″ N, 1° 27′ 42″ E / 41.9275555547684°N,1.46174119334709°E 848 msnm    |                                            |                         | Modifica les dades a Wikidata |
|        | Cal Llangardaix          | Llobera     | masia        |                                          | 41° 56′ 26″ N, 1° 29′ 40″ E / 41.94043611°N,1.494575°E 821.6 msnm               |                                            |                         | Modifica les dades a Wikidata |
|        | Cal Melcior              | Llobera     | masia        |                                          | 41° 55′ 34″ N, 1° 27′ 40″ E / 41.92606667°N,1.46100556°E 852.1 msnm             |                                            |                         | Modifica les dades a Wikidata |
|        | Cal Mingo                | Llobera     | masia        |                                          | 41° 55′ 03″ N, 1° 27′ 14″ E / 41.91745944°N,1.45391111°E 799 msnm               |                                            |                         | Modifica les dades a Wikidata |
|        | Cal Monjo                | Llobera     | masia        | Estat: ruïnós                            | 41° 56′ 31″ N, 1° 26′ 28″ E / 41.94194°N,1.440987°E 687 msnm                    |                                            |                         | Modifica les dades a Wikidata |
|        | Cal Pere Pastor          | Llobera     | masia        |                                          | 41° 54′ 58″ N, 1° 27′ 27″ E / 41.9161591268147°N,1.45746892481992°E 798 msnm    |                                            |                         | Modifica les dades a Wikidata |
|        | Cal Sastre               | Llobera     | masia        |                                          | 41° 54′ 52″ N, 1° 26′ 38″ E / 41.9143720217698°N,1.44383809257414°E 805 msnm    |                                            |                         | Modifica les dades a Wikidata |
|        | Cal Siboc                | Llobera     | masia        | Estat: enderrocat o destruït             | 41° 55′ 47″ N, 1° 26′ 05″ E / 41.9297°N,1.43466°E 815 msnm                      |                                            |                         | Modifica les dades a Wikidata |
|        | Cal Xico                 | Llobera     | masia        |                                          | 41° 54′ 59″ N, 1° 27′ 08″ E / 41.9162594544331°N,1.45220902503268°E 788 msnm    |                                            |                         | Modifica les dades a Wikidata |
|        | Cal Xima                 | Llobera     | masia        |                                          | 41° 56′ 39″ N, 1° 27′ 31″ E / 41.94404722°N,1.45851944°E 812 msnm               |                                            |                         | Modifica les dades a Wikidata |
|        | Can Llavall              | Llobera     | masia        |                                          | 41° 57′ 04″ N, 1° 28′ 19″ E / 41.9511457007946°N,1.47203254601762°E 851 msnm    |                                            |                         | Modifica les dades a Wikidata |
|        | Casa Nova de Ribalta     | Llobera     | masia        |                                          | 41° 55′ 38″ N, 1° 27′ 47″ E / 41.9271131695356°N,1.46300611489451°E 844 msnm    |                                            |                         | Modifica les dades a Wikidata |
|        | Caseta de l'Espelta      | Llobera     | masia        |                                          | 41° 54′ 27″ N, 1° 28′ 21″ E / 41.9076°N,1.47256°E 789 msnm                      |                                            |                         | Modifica les dades a Wikidata |
|        | Caseta de la Sala        | Llobera     | masia        |                                          | 41° 53′ 46″ N, 1° 27′ 37″ E / 41.8962379993357°N,1.46023888460608°E 831 msnm    |                                            |                         | Modifica les dades a Wikidata |
|        | Caseta de la Serra       | Llobera     | masia        |                                          | 41° 56′ 22″ N, 1° 27′ 09″ E / 41.939364619246°N,1.45248262664837°E 844 msnm     |                                            |                         | Modifica les dades a Wikidata |
|        | Caseta de la Vila        | Llobera     | masia        |                                          | 41° 56′ 18″ N, 1° 28′ 42″ E / 41.9384327010788°N,1.4784398263763°E 827 msnm     |                                            |                         | Modifica les dades a Wikidata |
|        | Comadòria                | Llobera     | masia        | Estat: ruïnós                            | 41° 55′ 23″ N, 1° 25′ 44″ E / 41.922968°N,1.428755°E 804 msnm                   |                                            | Comadòria               | Modifica les dades a Wikidata |
|        | Duàrria                  | Llobera     | masia        |                                          | 41° 54′ 44″ N, 1° 27′ 19″ E / 41.912325°N,1.45521667°E 799 msnm                 |                                            |                         | Modifica les dades a Wikidata |
|        | Falou                    | Llobera     | masia        |                                          | 41° 55′ 25″ N, 1° 28′ 27″ E / 41.92366667°N,1.47416389°E 796 msnm               |                                            |                         | Modifica les dades a Wikidata |
|        | Folch                    | Llobera     | masia        | Estil: arquitectura popular 18th century | 41° 54′ 10″ N, 1° 25′ 34″ E / 41.9029°N,1.42624°E ca:Camí del Folch 790 msnm    | bé integrant del patrimoni cultural català | Folch                   | Modifica les dades a Wikidata |
|        | Guerres                  | Llobera     | masia        |                                          | 41° 54′ 02″ N, 1° 27′ 36″ E / 41.90048667°N,1.46009722°E 820 msnm               |                                            | Guerres (Llobera)       | Modifica les dades a Wikidata |
|        | Hostal del Boix          | Llobera     | masia        |                                          | 41° 56′ 45″ N, 1° 29′ 22″ E / 41.9458°N,1.48957°E 820 msnm                      |                                            |                         | Modifica les dades a Wikidata |
|        | Martinet                 | Llobera     | masia        |                                          | 41° 55′ 44″ N, 1° 27′ 49″ E / 41.92892778°N,1.46371111°E 853 msnm               |                                            |                         | Modifica les dades a Wikidata |
|        | Miravalls                | Llobera     | masia        | Estil: arquitectura popular 19th century | 41° 54′ 30″ N, 1° 25′ 16″ E / 41.9084°N,1.42121°E ca:Camí de Miravalls 793 msnm | bé integrant del patrimoni cultural català | Miravalls               | Modifica les dades a Wikidata |
|        | Molins                   | Llobera     | masia        |                                          | 41° 56′ 00″ N, 1° 29′ 03″ E / 41.9334475°N,1.48413306°E 811 msnm                |                                            |                         | Modifica les dades a Wikidata |
|        | Montraveta               | Llobera     | masia        |                                          | 41° 55′ 26″ N, 1° 26′ 22″ E / 41.92377222°N,1.43954444°E 855 msnm               |                                            |                         | Modifica les dades a Wikidata |
|        | Moragueres               | Llobera     | masia        |                                          | 41° 54′ 29″ N, 1° 28′ 46″ E / 41.90793333°N,1.47936111°E 747 msnm               |                                            |                         | Modifica les dades a Wikidata |
|        | Palet                    | Llobera     | masia        |                                          | 41° 55′ 06″ N, 1° 27′ 59″ E / 41.91837167°N,1.46635556°E 817 msnm               |                                            |                         | Modifica les dades a Wikidata |
|        | Rovira-sança             | Llobera     | masia        |                                          | 41° 55′ 14″ N, 1° 29′ 47″ E / 41.92059722°N,1.49640556°E 859.7 msnm             |                                            |                         | Modifica les dades a Wikidata |
|        | Secanella                | Llobera     | masia        |                                          | 41° 55′ 20″ N, 1° 26′ 52″ E / 41.92226944°N,1.44785278°E 861 msnm               |                                            | Secanella (Llobera)     | Modifica les dades a Wikidata |
|        | Soler Desposada          | Llobera     | masia        |                                          | 41° 55′ 20″ N, 1° 27′ 13″ E / 41.9221°N,1.45361°E 839 msnm                      |                                            |                         | Modifica les dades a Wikidata |
|        | Soler d'Amunt            | Llobera     | masia        |                                          | 41° 53′ 28″ N, 1° 27′ 21″ E / 41.89114167°N,1.45571944°E 811 msnm               |                                            |                         | Modifica les dades a Wikidata |
|        | Soler d'Avall            | Llobera     | masia        |                                          | 41° 53′ 30″ N, 1° 27′ 18″ E / 41.8917°N,1.45501°E 811 msnm                      |                                            |                         | Modifica les dades a Wikidata |
|        | Tubells                  | Llobera     | masia        |                                          | 41° 53′ 27″ N, 1° 26′ 48″ E / 41.8908°N,1.44661°E 799 msnm                      |                                            |                         | Modifica les dades a Wikidata |
|        | Tupins                   | Llobera     | masia        |                                          | 41° 54′ 02″ N, 1° 26′ 54″ E / 41.9005°N,1.44842°E 795 msnm                      |                                            |                         | Modifica les dades a Wikidata |
|        | Vila-seca                | Llobera     | masia        |                                          | 41° 55′ 22″ N, 1° 27′ 49″ E / 41.9228180302713°N,1.46374838663839°E 824 msnm    |                                            |                         | Modifica les dades a Wikidata |
|        | Viladot                  | Peracamps   | masia        |                                          | 41° 55′ 01″ N, 1° 26′ 07″ E / 41.9168840383457°N,1.43516724499152°E 840 msnm    |                                            |                         | Modifica les dades a Wikidata |
|        | Vilamorós                | Llobera     | masia        |                                          | 41° 57′ 07″ N, 1° 28′ 57″ E / 41.9520125°N,1.48254167°E 888 msnm                |                                            |                         | Modifica les dades a Wikidata |
|        | el Boixet                | Llobera     | masia        |                                          | 41° 54′ 55″ N, 1° 28′ 36″ E / 41.91534167°N,1.47667778°E 785 msnm               |                                            |                         | Modifica les dades a Wikidata |
|        | el Bosc de Torredenegó   | Llobera     | masia        |                                          | 41° 54′ 32″ N, 1° 29′ 56″ E / 41.9089°N,1.49891°E 822 msnm                      |                                            |                         | Modifica les dades a Wikidata |
|        | el Brunar                | Llobera     | masia        |                                          | 41° 56′ 50″ N, 1° 29′ 08″ E / 41.94713611°N,1.48563389°E 854 msnm               |                                            |                         | Modifica les dades a Wikidata |
|        | el Corralot              | Llobera     | masia        |                                          | 41° 54′ 41″ N, 1° 25′ 47″ E / 41.9113°N,1.42979°E 835 msnm                      |                                            |                         | Modifica les dades a Wikidata |
|        | el Llor                  | Llobera     | masia        |                                          | 41° 56′ 54″ N, 1° 27′ 53″ E / 41.94830556°N,1.46459444°E 766 msnm               |                                            |                         | Modifica les dades a Wikidata |
|        | el Piteu de Baix         | Llobera     | masia        | 1863                                     | 41° 53′ 53″ N, 1° 25′ 55″ E / 41.89791944°N,1.43188611°E 785 msnm               |                                            | El Piteu de Baix        | Modifica les dades a Wikidata |
|        | el Prat                  | Llobera     | masia        |                                          | 41° 55′ 32″ N, 1° 28′ 38″ E / 41.925672°N,1.47718°E 790 msnm                    |                                            |                         | Modifica les dades a Wikidata |
|        | el Soler d'Esposada      | Llobera     | masia        |                                          | 41° 55′ 18″ N, 1° 27′ 14″ E / 41.921784°N,1.453785°E 839 msnm                   |                                            |                         | Modifica les dades a Wikidata |
|        | el Vendrell              | Torredenegó | masia        |                                          | 41° 54′ 47″ N, 1° 29′ 18″ E / 41.9131932513235°N,1.48840853126161°E 837 msnm    |                                            |                         | Modifica les dades a Wikidata |
|        | els Perers               | Llobera     | masia        |                                          | 41° 54′ 51″ N, 1° 26′ 15″ E / 41.91404167°N,1.43749167°E 816 msnm               |                                            |                         | Modifica les dades a Wikidata |
|        | els Quadros              | Llobera     | masia        |                                          | 41° 54′ 18″ N, 1° 25′ 57″ E / 41.905°N,1.432625°E 795 msnm                      |                                            |                         | Modifica les dades a Wikidata |
|        | l'Anton Coix             | Llobera     | masia        |                                          | 41° 55′ 09″ N, 1° 29′ 08″ E / 41.9191°N,1.48548°E 782 msnm                      |                                            |                         | Modifica les dades a Wikidata |
|        | l'Ermengol               | Llobera     | masia        |                                          | 41° 55′ 11″ N, 1° 27′ 41″ E / 41.919816°N,1.46132°E 830 msnm                    |                                            |                         | Modifica les dades a Wikidata |
|        | l'Espelta                | Llobera     | masia        |                                          | 41° 54′ 51″ N, 1° 28′ 40″ E / 41.914247°N,1.47786°E 766 msnm                    |                                            |                         | Modifica les dades a Wikidata |
|        | l'Hostalet de Molins     | Llobera     | masia        |                                          | 41° 56′ 04″ N, 1° 28′ 35″ E / 41.93451667°N,1.47643611°E 812 msnm               |                                            |                         | Modifica les dades a Wikidata |
|        | la Birrota               | Llobera     | masia        |                                          | 41° 54′ 52″ N, 1° 27′ 00″ E / 41.9144455342039°N,1.44993770571106°E 773 msnm    |                                            |                         | Modifica les dades a Wikidata |
|        | la Casanova de Peracamps | Peracamps   | masia        |                                          | 41° 55′ 04″ N, 1° 26′ 11″ E / 41.9176574088144°N,1.43640245230881°E 841 msnm    |                                            |                         | Modifica les dades a Wikidata |
|        | la Coma                  | Llobera     | masia        |                                          | 41° 56′ 11″ N, 1° 28′ 14″ E / 41.9364°N,1.47052°E 838 msnm                      |                                            |                         | Modifica les dades a Wikidata |
|        | la Melgosa               | Llobera     | masia        |                                          | 41° 54′ 56″ N, 1° 28′ 34″ E / 41.91560556°N,1.47614722°E 794 msnm               |                                            |                         | Modifica les dades a Wikidata |
|        | la Sala                  | Llobera     | masia        |                                          | 41° 53′ 59″ N, 1° 27′ 19″ E / 41.8997°N,1.45516°E 809 msnm                      |                                            | La Sala (Llobera)       | Modifica les dades a Wikidata |
|        | la Serra                 | Llobera     | masia        |                                          | 41° 56′ 18″ N, 1° 28′ 12″ E / 41.9382°N,1.47013°E 877 msnm                      |                                            |                         | Modifica les dades a Wikidata |
|        | la Vila                  | Llobera     | masia        |                                          | 41° 56′ 21″ N, 1° 28′ 41″ E / 41.93907778°N,1.47793611°E 828 msnm               |                                            |                         | Modifica les dades a Wikidata |
|        | la Vila de Gola de Bous  | Llobera     | masia        |                                          | 41° 53′ 55″ N, 1° 28′ 14″ E / 41.89866667°N,1.47056389°E 845 msnm               |                                            | La Vila de Gola de Bous | Modifica les dades a Wikidata |
|        | les Prades               | Llobera     | masia        |                                          | 41° 54′ 28″ N, 1° 29′ 02″ E / 41.9078°N,1.48388°E 747 msnm                      |                                            |                         | Modifica les dades a Wikidata |

## muntanya
| imatge | Nom               | Ubicat a | instància de | Detalls | coordenades                                                       | Protecció | Commons (més fotos) | Dades a WD                    |
| ------ | ----------------- | -------- | ------------ | ------- | ----------------------------------------------------------------- | --------- | ------------------- | ----------------------------- |
|        | Sant Salvador     | Llobera  | muntanya     |         | 41° 53′ 13″ N, 1° 27′ 45″ E / 41.88706111°N,1.46236389°E 845 msnm |           |                     | Modifica les dades a Wikidata |
|        | Serrat de la Tuta | Llobera  | muntanya     |         | 41° 54′ 24″ N, 1° 26′ 39″ E / 41.9068°N,1.44413°E 791 790.9 msnm  |           |                     | Modifica les dades a Wikidata |
|        | Turó del Boix     | Llobera  | muntanya     |         | 41° 56′ 47″ N, 1° 28′ 40″ E / 41.94625556°N,1.47786111°E 876 msnm |           |                     | Modifica les dades a Wikidata |
|        | el Pedró          | Llobera  | muntanya     |         | 41° 55′ 09″ N, 1° 26′ 01″ E / 41.9193°N,1.43365°E 871 msnm        |           |                     | Modifica les dades a Wikidata |
|        | el Seriol         | Llobera  | muntanya     |         | 41° 55′ 20″ N, 1° 26′ 37″ E / 41.92216111°N,1.44368056°E 878 msnm |           |                     | Modifica les dades a Wikidata |
|        | la Muntanyeta     | Llobera  | muntanya     |         | 41° 53′ 51″ N, 1° 27′ 58″ E / 41.8975°N,1.46608°E 861 msnm        |           |                     | Modifica les dades a Wikidata |
|        | la Serreta        | Llobera  | muntanya     |         | 41° 55′ 40″ N, 1° 26′ 41″ E / 41.9278°N,1.44485°E 884 msnm        |           |                     | Modifica les dades a Wikidata |

## serra
| imatge | Nom              | Ubicat a | instància de | Detalls | coordenades                                                             | Protecció | Commons (més fotos) | Dades a WD                    |
| ------ | ---------------- | -------- | ------------ | ------- | ----------------------------------------------------------------------- | --------- | ------------------- | ----------------------------- |
|        | Serra de Llobera | Llobera  | serra        |         | 41° 57′ 04″ N, 1° 27′ 53″ E / 41.9512°N,1.46484°E 876 msnm              |           |                     | Modifica les dades a Wikidata |
|        | Serrat Espès     | Llobera  | serra        |         | 41° 54′ 10″ N, 1° 28′ 04″ E / 41.90272028°N,1.46770806°E 870 870.9 msnm |           |                     | Modifica les dades a Wikidata |

## Misc
| imatge | Nom                          | Ubicat a | instància de            | Detalls          | coordenades                                                                  | Protecció                                  | Commons (més fotos)       | Dades a WD                    |
| ------ | ---------------------------- | -------- | ----------------------- | ---------------- | ---------------------------------------------------------------------------- | ------------------------------------------ | ------------------------- | ----------------------------- |
|        | Padro                        | Llobera  | vèrtex geodèsic         | Alt: 1.2m        | 41° 55′ 09″ N, 1° 26′ 01″ E / 41.919267°N,1.433664°E 871.873 msnm            |                                            |                           | Modifica les dades a Wikidata |
|        | Salzonera de Cal Melcior     | Llobera  | edifici històric menhir |                  | 41° 55′ 27″ N, 1° 27′ 07″ E / 41.9241728806177°N,1.45196949583228°E 883 msnm |                                            |                           | Modifica les dades a Wikidata |
|        | casa consistorial de Llobera | Llobera  | casa consistorial       |                  | 41° 55′ 21″ N, 1° 27′ 47″ E / 41.9224284°N,1.4631917°E                       |                                            |                           | Modifica les dades a Wikidata |
|        | cementiri de Peracamps       | Llobera  | cementiri               |                  | 41° 55′ 02″ N, 1° 26′ 17″ E / 41.9172187465456°N,1.43792048980143°E          |                                            |                           | Modifica les dades a Wikidata |
|        | creu de la Vila              | Llobera  | creu de terme           | Estil: art gòtic | 41° 56′ 33″ N, 1° 28′ 38″ E / 41.942499°N,1.477279°E 837 msnm                | bé integrant del patrimoni cultural català | Creu de la Vila (Llobera) | Modifica les dades a Wikidata |
|        | font de Gratallops           | Llobera  | font                    |                  | 41° 54′ 02″ N, 1° 26′ 25″ E / 41.9004790465316°N,1.44014900548409°E 716 msnm |                                            |                           | Modifica les dades a Wikidata |
|        | l'Hostal Nou                 | Llobera  | nucli de població       |                  | 41° 55′ 17″ N, 1° 27′ 54″ E / 41.921487079043°N,1.464889058747°E 841 msnm    |                                            | L'Hostal Nou (Llobera)    | Modifica les dades a Wikidata |